# Lipie (osada w powiecie kępińskim)
Lipie – osada w Polsce położona w województwie wielkopolskim, w powiecie kępińskim, w gminie Łęka Opatowska.
Miejscowość położona przy linii kolejowej Ostrów Wielkopolski – Kluczbork, ok. 10 km na południowy wschód od Kępna.
W latach 1975–1998 miejscowość należała administracyjnie do województwa kaliskiego.